# レディ!!

『レディ!!』は、英洋子による日本の漫画作品。
本稿では、続編となる『レディ リン!』、『リンのこどもたち&ぴぃたぁぱん』に加え、『レディ』のアニメ化作品である『レディレディ!!』、『ハロー!レディリン』についても併せて扱う。

## 概要
1986年から『ひとみ』（秋田書店）にて連載された。新書版単行本としては全12巻になる。このうち雑誌掲載分は11巻までで、掲載誌休刊により完結編の12巻収録分は書下ろし単行本として発売された。文庫版は全6巻。祥伝社による愛蔵版は全6巻発売が予定されていたが、3巻発売後無期限刊行休止状態である。1987年から1989年にかけて、東映アニメーションにより『レディレディ!!』『ハロー!レディリン』として2度にわたりテレビアニメ化されている。
続編として祥伝社の季刊「ロマxプリ Romantic Princess」創刊号より連載の『レディ リン!』と、英洋子自身が同人誌として発表している『リンのこどもたち&ぴぃたぁぱん』がある。同人誌の原稿は愛蔵版にも収録されている。

## ストーリー
レディ!!
5歳の少女・緑川鈴（リン・ラッセル）は、母と共に英国人貴族である父ジョージ・ラッセルの元へ向かう途中で事故により母を亡くす。体の弱い異母姉セーラとの軋轢や、ジョージの妻の座を狙うモードリンとその子供達の苛め、父母の結婚に反対しリンを孫と認めようとしない祖父との関係に苦しみつつも、徐々にイギリスでの家族達との絆を深めていくリンだった。
ブライトン伯爵家の兄弟との幼い恋や愛馬との出会いなどにより、幸福な道を歩み始めたリンだが、セーラの病や父の事業の失敗などにより、父にモードリンとの再婚が強制される。自分の存在が父とセーラへの圧力の元となっていることに悩んだリンは、一人日本へと帰国する。
13歳になったリンは日本で乗馬選手としての才能を開花させつつあったが、ある日父の重体を知らされ再び英国へと旅立つ。今や義母となったモードリン達や、頑固な祖父と向き合い、徐々に心を通わせてゆくリン。様々な困難を乗り越え、亡き母の遺した「優しく、強く、美しく」の言葉通りに本物のレディへと成長していくのだった。
レディ リン!
17歳になったリンは、セーラ夫妻や恋人のエドワード、和解した祖父らの愛に支えられ、乗馬選手としてオリンピック英国代表を目指す充実した日々を送っていた。
乗馬選手としての更なる成長の為に迎えたコーチ・グリフィズ男爵やエドワードの親族との軋轢、年頃になったリンとエドワードの前に現れる魅力的な男女など、新たな人間関係の変化に翻弄されながらも、愛を深めてゆく2人だった。
リンのこどもたち&ぴぃたぁぱん
リンとエドワードが結婚して6年。双子の子供ジョージとダイアナは叔父のチャールズと共に「ぴぃたぁぱん」を探して日本の岩手県にやってくる。

## 登場人物

### レディ リン!
ウィリアム・グリフィズ男爵
落馬事故で引退した天才騎手。リンの専任コーチとなる。
レベッカ・ウィンターズ
グリフィズ男爵の姪。9歳。
シーク・シャリフ
ドバイの有名馬主の一人。
ロチェスター夫人
アーサーとエドワードの大叔母。
シャーロット・スペンサー
メアリの友人。父親はアメリカ人。
パーシバル・スペンサー・ブレイクニー伯爵
シャーロットの兄。有名俳優・モデル。
バーバラ・ロチェスター
アメリカ人キャリアウーマン。ロチェスター家の血縁、スペンサー家とは縁戚関係。

## 刊行物等
- 『レディ!!』 ひとみコミックス 全12巻（秋田書店）
- 『レディ!!』 秋田漫画文庫 全6巻（秋田書店）
- 『愛蔵版 レディ!!』 Feelコミックス 全6巻予定（祥伝社）
- 『レディリン!』 Feelコミックス 第2巻（祥伝社）
- 『リンのこどもたち&ぴぃたぁぱん』 全11巻 （作者による同人誌）

## アニメ版
『レディ!!』を原作として、2度にわたりアニメ化されている。

### レディレディ!!
1987年10月21日から1988年3月23日まで、TBS系列で毎週水曜19:30 - 19:58（JST）に全21話が放送された。
『レディ!!』の1 - 2巻までをベースに、時折オリジナルの登場人物やエピソードを盛り込んだものとなっており、最終回の締め括り方も原作とは異なる。制作会社である東映アニメーションのホームページによると、キャンディ・キャンディに続く純粋な少女漫画路線として制作されたとのことである。
関連商品の売り上げが好調だったものの、視聴率の低迷や番組改編の事情により半年で終了となり、その後放映局をテレビ東京へと移す形で続編『ハロー!レディリン』が始まった。
1988年3月12日には『東映まんがまつり』で、聖闘士星矢、ビックリマン、仮面ライダーBLACKとともに劇場公開された。
劇場版はVHSで発売されたが、DVD化などのソフト化はテレビ版は一切されていない。

#### 声の出演
- リン・ラッセル（声 - 室井深雪）

本作の主人公。5歳。純粋に生きている少女だが、気付きやすく泣き虫。いざとなると行動力も優れている。
- セーラ・フランシス・ラッセル（声 - 本多知恵子）

リンの異母姉。リンを妹と認めず、冷たい態度をとっていたが後に和解する。
- ジョージ・ラッセル（声 - 田中秀幸）

リンの父。普段は仕事の為、単身赴任している。
- 緑川美鈴（声 - 横沢啓子）

リンの母。ニューヨークでジョージの所に行く途中、交通事故で死亡する。
- アーサー・ドレイク・ブライトン（声 - 堀川亮）

リンに優しく接する青年。
- エドワード・ブライトン（声 - 菊池英博）

アーサーの弟。短気で乱暴だが、心優しい。
- モードリン・ウイバリー（声 - 増山江威子）

ジョージと再婚するべく、リンの家に住んでくる女性。意地悪でリンを毛嫌いしている。
- メアリ・ウイバリー（声 - 荘真由美）

モードリンの娘で、トマスの妹。意地悪な性格で、リンを苛める。
- トマス・ウイバリー（声 - 難波圭一）

モードリンの息子で、メアリの兄。射撃が趣味で、リンを苛める。
- プリンス（声 - 上村典子）

メアリの飼い猫で、リンの家から出る時に捨てられ、リンに拾われる。
- ウォーバン公爵（声 - 戸谷公次）

ジョージの父。
- イザベル・モンゴメリ（声 - 山口奈々）

ウォーバンの姉。
- ブライトン夫人（声 - 榊原良子）

アーサー・エドワードの母。
- ブレンダ（声 - 鈴木れい子）

リンの家で働いているメイド。
- ジル（声 - 柿沼紫乃）

リンの家で働いているメイド。
- トム（声 - 宮内幸平）

リンの家で働いている農作業の老人。
- ローラ（声 - 上村典子）

トムの妻。リンの家で働いている。
- ロバート（声 - 佐藤正治）

リンの家で働いている執事。
- マーク（声 - 佐藤浩之）
- ベーンズ（声 - 屋良有作）

#### スタッフ
- プロデューサー：横山和夫、関弘美、井上博
- シリーズディレクター：設楽博
- キャラクターデザイン：越智一裕
- 美術デザイン：沢田隆夫
- 脚本：馬嶋満、金春智子
- 演出：設楽博、芹川有吾、山吉康夫、有迫俊彦、石田昌久、寒竹清隆、遠藤勇二、矢部秋則
- 作画監督：越智一裕、伊藤奈緒美、多田康之、青柳富士子、水村十司、半田由利
- 音楽：田中公平
- 製作担当：蕪木登喜司、菅原吉郎
- 製作：東映（東映動画）、TBS

#### 主題歌
オープニングテーマ - 「LADY」
エンディングテーマ - 「ふたりだけのムーンライト」
作詞 - 川村真澄 / 作曲・編曲 - 服部克久 / 歌 - 少年隊（ワーナー・パイオニア）
挿入歌・劇場版オープニングテーマ - 「ハロー・レディ」
作詞 - 松本隆 / 作曲 - 財津和夫 / 編曲 - 西平彰 / 歌 - 島田奈美（日本コロムビア）
劇場版エンディングテーマ - 「風が運ぶ予感」
作詞 - 冬杜花代子 / 作曲 - 田中公平 / 編曲 - 戸塚修 / 歌 - 守谷香（日本コロムビア）

#### 各話リスト
| 話数 | 放送日          | サブタイトル                       | 脚本     | 作画監督   | 演出     |
| ---- | --------------- | ---------------------------------- | -------- | ---------- | -------- |
| 1    | 1987年 10月21日 | ハロー!リンです                    | 馬嶋満   | 越智一裕   | 設楽博   |
| 2    | 10月28日        | 小さな紳士がふたり                 | 馬嶋満   | 伊藤奈緒美 | 芹川有吾 |
| 3    | 11月4日         | 招かれざる客                       | 金春智子 | 多田康之   | 山吉康夫 |
| 4    | 11月11日        | ママのわすれ形見                   | 馬嶋満   | 青柳富士子 | 有迫俊彦 |
| 5    | 11月18日        | トマスの悪だくみ                   | 金春智子 | 水村十司   | 石田昌久 |
| 6    | 12月2日         | 誤解されたまごころ                 | 馬嶋満   | 半田由利   | 寒竹清隆 |
| 7    | 12月9日         | レディへの誓い                     | 金春智子 | 越智一裕   | 設楽博   |
| 8    | 12月16日        | あこがれのロンドン                 | 馬嶋満   | 伊藤奈緒美 | 芹川有吾 |
| 9    | 12月23日        | 愛のクリスマス・カード             | 馬嶋満   | 多田康之   | 山吉康夫 |
| 10   | 1988年 1月6日   | 雪の中に魔女が舞う                 | 金春智子 | 青柳富士子 | 寒竹清隆 |
| 11   | 1月13日         | パパ、おば様を愛しているの?        | 馬嶋満   | 水村十司   | 石田昌久 |
| 12   | 1月20日         | 春を呼ぶリンの冒険                 | 金春智子 | 半田由利   | 有迫俊彦 |
| 13   | 1月27日         | なぜ!?おじい様に会えないの?        | 馬嶋満   | 越智一裕   | 芹川有吾 |
| 14   | 2月3日          | 雨の中!お願いセーラ倒れないで      | 金春智子 | 伊藤奈緒美 | 設楽博   |
| 15   | 2月10日         | どうして!?リンは学校には入れないの | 馬嶋満   | 多田康之   | 山吉康夫 |
| 16   | 2月17日         | アーサー!お願いセーラを助けて      | 金春智子 | 水村十司   | 寒竹清隆 |
| 17   | 2月24日         | 捨てないで!ひとりぼっちはイヤ      | 馬嶋満   | 半田由利   | 石田昌久 |
| 18   | 3月2日          | ウソでしょ!みんなリンが悪いの?     | 馬嶋満   | 越智一裕   | 芹川有吾 |
| 19   | 3月9日          | リンもうダメ！パパが結婚するの     | 馬嶋満   | 半田由利   | 石田昌久 |
| 20   | 3月16日         | ごめんねセーラ リン 日本に帰る!    | 金春智子 | 多田康之   | 矢部秋則 |
| 21   | 3月23日         | さようならイギリス                 | 馬嶋満   | 水村十司   | 石田昌久 |

#### 補足
直前に流れたジャンクションは、草原に座っているリンが「7:30からは『レディレディ!!』。みんな、（顔を右に倒して）見てね。」と呼びかける演出だった。TBS系のアニメのジャンクションは元より、完全新作アニメのジャンクションはTBS初。
- アニメ番組のジャンクションの第1号は『まんが日本昔ばなし』だが、この番組は毎日放送制作で、更にアニメはOPフィルムを流用した物だった。

テレビシリーズのオープニング・エンディングテーマ曲「LADY」「ふたりだけのムーンライト」は、秋保和也・秋保浩二によるカバー版（日本コロムビア）も制作され、シングル盤も発売された。テレビアニメ主題歌集などのオムニバス盤には、秋保によるカバー版が収録されることが多い。これは、オリジナル版の原盤権を保有しているジャニーズ事務所が他社への原盤貸与に消極的なためとされる。
| TBS系 水曜19:30 - 19:54                  | TBS系 水曜19:30 - 19:54 | TBS系 水曜19:30 - 19:54                    |
| 前番組                                   | 番組名                  | 次番組                                     |
| ---------------------------------------- | ----------------------- | ------------------------------------------ |
| 石坂浩二のスーパーアイ                   | レディレディ!!          | 地球発19時 （19:00 - 19:54） ※毎日放送制作 |
| TBS 水曜19:54 - 19:58                    |                         |                                            |
| 石坂浩二のスーパーアイ （19:30 - 19:58） | レディレディ!!          | フラッシュニュース                         |

### ハロー!レディリン

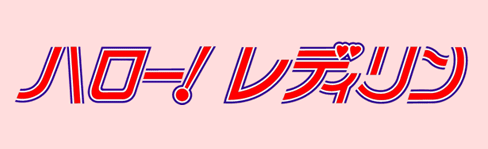

前作『レディレディ!!』の続編として制作された2作目。1988年5月12日から1989年1月26日まで、毎週木曜18:00 - 18:24（JST）に全36話が放映された。
バンダイから発売された前作の玩具が好調のため制作され、前作とは異なり原作である『レディ!!』と異なる独自の物語・設定となっている。また全体のストーリーは第32話までで完結し、以降の4本は総集編として制作された。放送局の変更に伴い声優も変わってしまっているが、主要なスタッフは前作から引き続き参加している。

#### あらすじ
前作から3年。リンは8歳になり、聖パトリック学院に通っていた。父・ジョージの都合で今まで住んでいたマーブル館を離れなくてはならなくなり、リンは大叔母であるイザベルのモンゴメリ館へ、姉のセーラは祖父の公爵の城へ、それぞれ離れ離れになって暮らしていた。3人はいつか一緒にマーブル館で暮らせる日を夢見ていた。馬術部に所属しているリンは、アンドリュウスという馬と出会い、学園で最も栄誉をもたらした女子生徒に贈られる「リトルレディ」の称号とレディクレスト勲章を目指し努力していく。

#### 声の出演
- リン・ラッセル（声 - 西原久美子）

主人公。スクールに通いながら乗馬を習っている。
- セーラ・フランシス・ラッセル（声 - 片石千春）

リンの異母姉。
- ジョージ・ラッセル（声 - 納谷六朗）

リンの父。
- 緑川美鈴（声 - 土井美加）

リンの母。故人。
- アーサー・ドレイク・ブライトン（声 - 中原茂）

リンに優しくする青年。
- エドワード・ブライトン（声 - 難波圭一）

アーサーの弟
- イザベル・モンゴメリ（声 - 武藤礼子）

リンがスクールに通う為に、一緒に住んでいる叔母。
- ソフィ・モンゴメリ（声 - 三田ゆう子）
- ジャンヌ・モンゴメリ（声 - 弥永和子）
- ヴィヴィアン・スペンサー（声 - 川村万梨阿）

リンの学校の先輩で、乗馬部員。
- キャサリン・ベーカー（声 - 荘真由美）
- フィリップ（声 - 竹村拓）
- サラ（声 - 青羽美代子）

リンの学校の友人。
- ドロシー（声 - 皆口裕子）
- ポール（声 - 柏倉つとむ）

リンの友人。
- エリック（声 - 小林通孝）
- ナンシー（声 - 鈴木砂織）
- ペギー（声 - 柿沼紫乃）
- スージー（声 - 半谷きみえ）
- ジム（声 - 橋本晃一）
- メアリ・ウイバリー（声 - 長尾理保子）
- トマス・ウイバリ（声 - 草尾毅）
- レイノルズ（声 - 青野武）
- ウォーバン公爵（声 - 柴田秀勝）

#### スタッフ
- プロデューサー：横山和夫、関弘美　ノンクレジット　清水睦夫（テレビ東京）
- シリーズディレクター：設楽博
- キャラクターデザイン：越智一裕
- 美術デザイン：沢田隆夫
- 脚本：馬嶋満、金春智子、朝倉千筆、柳川茂
- 演出：設楽博、石田昌久、芹川有吾、松本佳久、芝田浩樹、生頼昭憲、遠藤勇二
- 作画監督：越智一裕、伊藤奈緒美、水村十司、三宅和彦、鈴木郁乃、半田由利、山口泰弘、関野昌弘、松本清
- 音楽：田中公平
- 制作担当：菅原吉郎
- 制作：東映（東映動画）、東映エージエンシー

#### 主題歌
オープニングテーマ - 「レディ・クレスト〜扉を開けて〜」　　作曲 - 松田良

エンディングテーマ - 「野ばらの肖像」　　作曲 - 南部昌江

2曲共に、作詞 - 白峰美津子 / 編曲 - 奥慶一 / 歌 - 守谷香（日本コロムビア）

#### 各話リスト
1. 馬小屋のシンデレラ
2. ふしぎな出会いが2つ
3. 野生のランの様に美しく
4. リトルレディへの道
5. 緑の館の出来事
6. ごめんねソフィ…
7. アンドリュウスの秘密
8. リンが馬に乗れた日
9. 涙にぬれた誕生日
10. クレストへのめざめ
11. ライバルは天才!?
12. さよならねソフィ
13. 飛んで!おねがい
14. 走れ!夢に向かって
15. 別れと旅立ちのリン
16. 早く!マーブル館へ
17. 危ない!エドワード
18. リンとセーラの誓い
19. 小さな胸にはママが
20. 幸せのウェディング
21. なぜ!?突然の悲しみが
22. 招かれざる転校生
23. なぜなのアーサー!?
24. 夜明けの秘密レース
25. みんな、許して…
26. リンの夢 リンの危機
27. 嵐の前のマーブル館
28. メアリ最後の企み
29. 消えるクレストの夢
30. 胸いっぱいの悲しみ
31. 愛のシンフォニー
32. 涙のむこうには虹が
33. やさしく強く美しく
34. リンは風に向かって
35. 悲しみの三重奏
36. 悲しみよサヨウナラ

#### 放送局
放送日時は個別に出典が掲示されてあるものを除き、1989年1月終了時点のものとする。
| 放送対象地域   | 放送局         | 系列           | 放送日時                                                                | 備考   |
| -------------- | -------------- | -------------- | ----------------------------------------------------------------------- | ------ |
| 関東広域圏     | テレビ東京     | テレビ東京系列 | 木曜 18:00 - 18:24                                                      | 制作局 |
| 愛知県         | テレビ愛知     | テレビ東京系列 | 木曜 18:00 - 18:24                                                      |        |
| 大阪府         | テレビ大阪     | テレビ東京系列 | 木曜 18:00 - 18:24                                                      |        |
| 岡山県・香川県 | テレビせとうち | テレビ東京系列 | 木曜 18:00 - 18:24                                                      |        |
| 北海道         | 北海道テレビ   | テレビ朝日系列 | 土曜 7:30 - 8:00                                                        |        |
| 宮城県         | 東日本放送     | テレビ朝日系列 | 木曜 17:00 - 17:25（1988年9月中旬 - 10月上旬時点） → 金曜 17:00 - 17:25 |        |
| 京都府         | 京都放送       | 独立放送局     | 金曜 17:00 - 17:30                                                      |        |
| 広島県         | テレビ新広島   | フジテレビ系列 | 木曜 16:30 - 17:00（6月9日放送開始時点） 月曜 16:30 - 17:00             |        |
| 福岡県         | 九州朝日放送   | テレビ朝日系列 | 土曜 17:00 - 17:30                                                      |        |

※『レディレディ!!』がTBS系列25局でネットされていたのに対して、こちらはテレビ東京系列4局（放送当時）、系列外では5局でしか放送されず、前作を放送したTBS系列では放送された局がないという結果だった。その後テレビ東京系列に2局（テレビ北海道とTVQ九州放送）が新規開局したが、北海道ではテレビ北海道開局前に北海道テレビで、また福岡県では、TVQ九州放送開局前に九州朝日放送での初回放送が行われた経緯から、実質的な再放送扱いでの放送が行われていない。
| テレビ東京 木曜18:00 - 18:24 | テレビ東京 木曜18:00 - 18:24 | テレビ東京 木曜18:00 - 18:24   |
| 前番組                       | 番組名                       | 次番組                         |
| ---------------------------- | ---------------------------- | ------------------------------ |
| 世界名作童話シリーズ         | ハロー!レディリン            | 宇宙戦士バルディオス（再放送） |

## ドラマCD
自主制作作品という形で、同人誌『リンのこどもたち&ぴぃたぁぱん』のドラマCDが制作されている。
- 『リンの童話館-ぴぃたぁぱんを探して』
  - 制作：ウォーターオリオン
  - 企画、プロデュース：真崎春望
  - 脚本：福島おりね
  - キャスト
    - 旅人 - 子安武人
    - リン - 西原久美子
    - エドワード - 山崎たくみ
    - ダイアナ - 葉月蜜柑
    - ジョージ - 篠原チカ
    - チャールズ - 松本吉朗
    - ナレーション - 一城みゆ希